# اچ‌ام‌اس کمرتون (ام۱۱۵۶)
اچ‌ام‌اس کمرتون (ام۱۱۵۶) (به انگلیسی: HMS Kemerton (M1156)) یک کشتی بود. این کشتی در سال ۱۹۵۳ ساخته شد.